# アンドレス・プリエト
アンドレス・トーマス・プリエト・アルベルト（Andrés Tomás Prieto Albert、1993年10月17日 - ）は、スペイン・アリカンテ出身のサッカー選手。ADアルコルコン所属。ポジションはGK。

## 経歴

### 育成時代
2008年に、レアル・マドリードのカンテラに入団した。2012年の夏、プレシーズンを行うレアル・マドリードCに招集されたが、Cチーム昇格は叶わなかった。2012年以降、フベニールAでずっとプレーしていたが、2013年4月13日、セグンダ・ディビシオンのレクレアティーボ・ウェルバ戦でプロデビューし、5月にCチームへと昇格した。
2014年8月7日、3部であるセグンダ・ディビシオンBのRCDエスパニョールのリザーブチームに移籍し、3年の間、レギュラーとして活躍した。

### マラガ
2017年7月4日、マラガCFと2年契約を結んだ。2017年10月21日、FCバルセロナ戦でプリメーラ・ディビシオン初出場飾る。しかし、シーズンを通してロベルト・ヒメネスのバックアッパーだった。2019年1月29日、ムニルとパヴェウ・キェシェクの加入により、チーム内での序列が下がり、クラブとの契約を解消した。

### レガネス
マラガと契約解除と同日に、CDレガネスに加入した。しかし、ここでもイバン・クエジャルとアンドリー・ルニンに次ぐ第3GKとしての立ち位置であったため、トップチーム招集はわずか2回だった。

### エスパニョール
2019年7月19日、エスパニョールへと復帰し、2年契約を結んだ。

### バーミンガム・シティ
2020年8月28日にエスパニョールとの契約を解消し、同日にバーミンガム・シティFCと3年契約を結んだ。

### ディナモ・トビリシ
2021年8月13日、FCディナモ・トビリシに2年契約で移籍した。